# Св. св. Петър и Павел (Папрадище)
„Св. св. Петър и Павел“ (на македонска литературна норма: „Св. св. Петар и Павле“) е възрожденска православна църква във велешкото село Папрадище, централната част на Северна Македония. Част е от Повардарската епархия на Македонската православна църква – Охридска архиепископия.
Църквата е построена в 1900 или в 1901 година според устни предания от големия местен архитект Георги Новаков Джонгар. В архитектурно отношение църквата представлява трокорабна сграда с полукръгла апсида. Във вътрешността трите кораба са разделени с два реда от по 4 колони. Над централния кораб има три по-големи калоти, а над страничните по шест по-плитки калоти. На запад има галерия, женска църква. Изградена е в долната част от камък и е изцяло измазана.
Двадесетина икони в храма са от съществувалата на мястото стара църква. От старата живопис е запазен бюста на Христос в централния кораб и изображението на Петър и Павел в нишата над южния вход, дело на Димитър Папрадишки. В 1969 година останалата част от стените е изписана от самоукия зограф Доне от Гари. Ценният иконостас е изработен в 1934 година от Димитър Папрадишки и Георги Зографски. На Папрадишки са 25 иконостасни икони, а на Зографски принадлежат осемте престолни икони.
Част от иконите в храма са на Кръсте Зограф от Велес.

- Икони от храма преди след реставрация